# Sociedade sem dinheiro
Uma sociedade sem dinheiro descreve um estado econômico em que as transações financeiras não são conduzidas com dinheiro na forma de cédulas ou moedas físicas, mas sim por meio da transferência de informações digitais (geralmente uma representação eletrônica de dinheiro) entre as partes da transação. Sociedades sem dinheiro existem desde a época em que a sociedade humana surgiu, com base no escambo e outros métodos de troca, e as transações sem dinheiro também se tornaram possíveis nos tempos modernos usando moedas digitais como o bitcoin. No entanto, este artigo discute e enfoca o termo "sociedade sem dinheiro" no sentido de um movimento em direção a, e implicações de, uma sociedade onde o dinheiro é substituído por seu equivalente digital - em outras palavras, a moeda com curso legal (dinheiro) existe, é registrada, e é trocado apenas em formato digital eletrônico.
Esse conceito foi amplamente discutido, especialmente porque o mundo está experimentando um uso rápido e crescente de métodos digitais de registro, gerenciamento e troca de dinheiro no comércio, investimento e vida diária em muitas partes do mundo, e transações que historicamente eram realizadas com dinheiro agora são frequentemente realizadas eletronicamente. Alguns países agora definem limites para transações e valores de transação para os quais o pagamento não eletrônico pode ser legalmente usado.

## História
A tendência para o uso de transações eletrônicas na vida diária começou durante a década de 1990, quando os bancos eletrônicos se tornaram comuns. Na década de 2010, os métodos de pagamento digital eram comuns em muitos países, com exemplos incluindo intermediários como PayPal, sistemas de carteira digital como Apple Pay, pagamentos sem contato ou NFC por cartão eletrônico ou smartphone e contas digitais e serviços bancários eletrônicos, todos em uso generalizado. Neste ponto, o dinheiro tornou-se ativamente desfavorecido em alguns tipos de transação que historicamente teriam sido muito comuns de pagar com moeda física, e quantias maiores em dinheiro foram em algumas situações tratadas com suspeita, devido à sua versatilidade e facilidade de uso na lavagem de dinheiro e financiamento do terrorismo. Além disso, o pagamento com grande quantia em dinheiro foi ativamente proibido por alguns fornecedores e varejistas, a ponto de cunhar a expressão de uma "guerra ao dinheiro". O Estudo de Pesquisa de Consumidores de Usuários dos Estados Unidos de 2016 afirma que 75% dos entrevistados preferiram um cartão de crédito ou débito como método de pagamento, enquanto apenas 11% dos entrevistados preferiram dinheiro.
Em 2016, apenas cerca de 2% do valor transacionado na Suécia era em dinheiro, e apenas cerca de 20% das transações de varejo eram em dinheiro. Menos da metade das agências bancárias do país realizavam transações em dinheiro. O abandono do dinheiro é atribuído a bancos que convenceram os empregadores a usar depósito direto na década de 1960, bancos cobrando por cheques a partir da década de 1990, bancos lançando o conveniente sistema de pagamento de smartphone para telefone Swish em 2012 e o lançamento do iZettle para pequenos comerciantes aceitarem cartões de crédito em 2011.

## Medição

### Parcela de pagamentos
Uma medida comum de quão perto de uma "sociedade sem dinheiro" um país está se tornando é alguma medida do número de pagamentos sem dinheiro ou das transações pessoa a pessoa que são feitas naquele país. Por exemplo, os países nórdicos realizam mais transações sem dinheiro do que a maioria dos europeus. Os níveis de dinheiro em circulação podem diferir amplamente entre dois países com uma medida semelhante de transações sem dinheiro.
De acordo com o Euromonitor International:
Nos 33 países abrangidos pelo European Payment Cards Yearbook 2015-16, o número médio de pagamentos com cartão per capita por ano é de 88,4. Em comparação, o dinamarquês médio faz 268,6 pagamentos com cartão a cada ano, o finlandês médio 243,6, o islandês médio 375,5, o norueguês médio 353,7 e o sueco médio 270,2. Isso faz com que os pagamentos com cartão nos países nórdicos sejam duas e meia a quatro vezes maiores do que a média europeia.

### Quantidade de dinheiro em circulação
Embora uma sociedade sem dinheiro seja amplamente discutida, a maioria dos países está aumentando sua oferta de moeda. As exceções são a África do Sul, cujo suprimento de notas flutua muito em comparação com a maioria das nações, e a Suécia, que reduziu significativamente seu suprimento de moeda desde 2007. A moeda da China diminuiu de 2017 a 2018.
| Valor por habitante (USD) | Código | Taxa de câmbio EOY2018 | Valor por habitante (moeda local) | País ou região |
| ------------------------- | ------ | ---------------------- | --------------------------------- | -------------- |
| $10,194                   | CH     | 0.9842                 | 10,033                            | Suíça          |
| $8,471                    | HK     | 7.8319                 | 66,346                            | Hong Kong      |
| $8,290                    | JP     | 109.9127               | 911,000                           | Japão          |
| $6,378                    | SG     | 1.3617                 | 8,684                             | Singapura      |
| $5,238                    | US     | 1.0000                 | 5,238                             | Estados Unidos |
| $4,230                    | XM     | 0.8734                 | 3,695                             | Zona do Euro   |
| $2,404                    | AU     | 1.4166                 | 3,405                             | Austrália      |
| $2,003                    | KR     | 1,116.0961             | 2,236,000                         | Coreia         |
| $1,924                    | CA     | 1.3629                 | 2,623                             | Canadá         |
| $1,683                    | SA     | 3.7500                 | 6,311                             | Arábia Saudita |
| $1,417                    | GB     | 0.7813                 | 1,107                             | Reino Unido    |
| $1,009                    | RU     | 69.6203                | 70,234                            | Rússia         |
| $825                      | CN     | 6.8778                 | 5,672                             | China          |
| $682                      | SE     | 8.9562                 | 6,111                             | Suécia         |
| $680                      | MX     | 19.6438                | 13,365                            | México         |
| $513                      | AR     | 37.6680                | 19,318                            | Argentina      |
| $327                      | BR     | 3.8812                 | 1,271                             | Brasil         |
| $311                      | TR     | 5.2915                 | 1,646                             | Turquia        |
| $230                      | IN     | 69.6330                | 16,042                            | Índia          |
| $205                      | ZA     | 14.3750                | 2,945                             | África do Sul  |
| $196                      | ID     | 14,410.4803            | 2,827,000                         | Indonésia      |

### Quantidade de dinheiro em circulação (histórico)
A quantidade de dinheiro em circulação foi muito menor nas últimas décadas em todos os países, exceto na Suécia. Os números comparativos mais antigos no Banco de Compensações Internacionais eram de 1978 e incluíam apenas o Dólar dos Estados Unidos e 10 outras moedas.
| País           | 2018    | 2008   | 1998   | 1988   | 1978   | 2018/1978 | anual  |
| -------------- | ------- | ------ | ------ | ------ | ------ | --------- | ------ |
| Suíça          | $10,194 | $6,371 | $3,065 | $2,688 | $2,008 | 5.08      | 4.15%  |
| Japão          | $8,290  | $7,436 | $3,728 | $2,275 | $724   | 11.45     | 6.28%  |
| Estados Unidos | $5,238  | $2,927 | $1,679 | $870   | $428   | 12.24     | 6.46%  |
| Alemanha       | $4,230  | $3,324 | $1,759 | $1,300 | $680   | 6.22      | 4.68%  |
| Bélgica        | $4,230  | $3,324 | $1,244 | $1,127 | $1,229 | 3.44      | 3.14%  |
| França         | $4,230  | $3,324 | $804   | $700   | $605   | 6.99      | 4.98%  |
| Itália         | $4,230  | $3,324 | $1,205 | $747   | $394   | 10.74     | 6.11%  |
| Países Baixos  | $4,230  | $3,324 | $1,272 | $1,189 | $679   | 6.23      | 4.68%  |
| Canadá         | $1,924  | $1,444 | $685   | $554   | $320   | 6.01      | 4.59%  |
| Reino Unido    | $1,417  | $1,168 | $726   | $470   | $326   | 4.35      | 3.74%  |
| Suécia         | $682    | $1,553 | $1,082 | $1,063 | $772   | 0.88      | -0.31% |

## Vantagens de uma sociedade sem dinheiro

### Riscos e custos de negócios reduzidos
Os pagamentos sem dinheiro eliminam vários riscos, incluindo dinheiro falsificado (embora cartões roubados ainda sejam um risco), roubo de dinheiro por funcionários ou roubo e furto de dinheiro. Os custos de segurança física, processamento físico de dinheiro (retirada do banco, transporte, contagem) também são reduzidos quando uma empresa fica totalmente sem dinheiro, assim como o risco de que a empresa não tenha dinheiro suficiente para fazer o troco.

### Redução a transmissão de doenças via dinheiro
O dinheiro fornece um bom lar para organismos causadores de doenças (isto é, Staphylococcus aureus, espécies de Salmonella, Escherichia coli, COVID-19, etc.). No entanto, descobriu-se que o dinheiro em espécie tem menos probabilidade de transmitir doenças do que itens comumente tocados, como terminais de cartão de crédito. Tais preocupações levaram o banco central da Alemanha, o Deutsche Bundesbank, a declarar que “o dinheiro em espécie não representa nenhum risco particular de infecção para o público”.

### Velocidade de transação
A rede de restaurantes estadunidense Sweetgreen descobriu que locais sem dinheiro em espécie (com clientes usando cartões de pagamento ou o aplicativo móvel da rede) podiam processar transações 15% mais rápido.

### Eliminação de notas de alto valor para fins de redução da atividade criminosa
Uma vantagem social significativa citada pelos proponentes é a dificuldade de lavagem de dinheiro, evasão de impostos, realização de transações ilegais e financiamento de atividades ilegais em uma sociedade sem dinheiro. Muitos países regulamentaram, restringiram ou baniram moedas digitais privadas, como bitcoin, em parte para evitar transações ilegais. Grandes quantidades de valor também podem ser armazenadas em imóveis, antiguidades ou mercadorias como diamantes, ouro, prata e platina.
Alguns propuseram um sistema de "dinheiro reduzido", em que notas e moedas pequenas estão disponíveis para transações anônimas do dia a dia, mas as notas de alto valor são eliminadas. Isso tornaria a quantidade de dinheiro necessária para movimentar grandes quantidades de valor fisicamente desajeitada e mais fácil de detectar. Notas grandes também são as mais valiosas para falsificar. O Reino Unido declarou que apenas notas de 5 libras ou menos tinham curso legal perto do final da Segunda Guerra Mundial em 16 de abril de 1945 devido ao medo de falsificação nazista, embora uma nota de £ 5 tivesse então o poder de compra de £ 217,22 em 2020, mais de quatro vezes maior do que a maior nota atual de £ 50. Em 14 de julho de 1969, o governo federal dos Estados Unidos declarou que as notas com valor superior a US$ 100 permaneceriam com curso legal, mas quaisquer notas nas mãos do governo seriam destruídas e que nenhuma nota dessas denominações seria impressa no futuro, embora essas notas foram impressas pela última vez em 1945, 24 anos antes. O Canadá fez o mesmo com a nota de CAD$ 1000 a partir de 12 de maio de 2000. A Suécia imprimiu notas de 10.000 kr em 1939 e 1958, mas declarou-as inválidas depois de 31 de dezembro de 1991. Singapura anunciou em 2 de julho de 2014 que não produziria mais a nota de SGD$ 10.000, que deixou de ser emitida a partir de 1 de outubro de 2014. O Banco Central Europeu deixou de emitir as notas de euro de denominação de €500 a partir de 27 de abril de 2019.

### Melhor coleta de dados econômicos
Em vez de conduzir pesquisas "caras e periódicas" e amostragem de transações do mundo real, "dados reais" coletados sobre os gastos dos cidadãos podem ajudar na formulação e implementação de políticas deduzidas de dados reais. Com as transações financeiras registradas, o governo pode rastrear melhor a movimentação do dinheiro por meio de registros financeiros, o que lhes permite rastrear o dinheiro sujo e as transações ilegais que ocorrem no país.

### Orçamento mais fácil para o consumidor
Conforme os pagamentos digitais são feitos, as transações são mantidas em registros. Os pagamentos sem dinheiro facilitam o rastreamento das despesas e registram o movimento do dinheiro. Depois de registrar as transações, ele pode ajudar os cidadãos a refinar seu orçamento com mais eficiência.

## Desvantagens e preocupações

### Falta de privacidade
Em uma economia digitalizada, o pagamento feito se torna rastreável. Com transações rastreáveis, as instituições teriam acesso potencial a essas informações. Com esses rastros digitais deixados para trás, as transações digitais se tornam vulneráveis. Essas transações permitem que as empresas construam os perfis pessoais de um consumidor com base em seus padrões de gastos. A questão da mineração de dados também surge à medida que os países se encaminham para uma sociedade sem dinheiro. As transações sem dinheiro deixam um registro no banco de dados da empresa à medida que se efetua um pagamento, e essa informação torna-se um meio para a previsão de eventos futuros. Por meio de um grande número de registros, a mineração de dados permite que a organização compile um perfil de um indivíduo por meio de seus registros no banco de dados.
Tornando-se totalmente digitais, esses dados recuperados de transações levam à vigilância generalizada, onde os indivíduos podem ser rastreados por empresas e pelo governo. Esses registros também podem estar disponíveis para hackers e podem ser tornados públicos após uma violação de dados.

### Problemas para pessoas sem conta bancária
Os sistemas sem dinheiro podem ser problemáticos para pessoas que atualmente dependem de dinheiro, que estão concentradas em certas populações, como a população mais pobre, quase pobres, idosos, imigrantes ilegais e jovens. As transações eletrônicas requerem uma conta bancária e alguma familiaridade com o sistema de pagamento. Muitas pessoas em áreas pobres não possuem contas bancárias. Nos Estados Unidos, quase um terço da população carecia de toda a gama de serviços financeiros básicos. Em 2011, uma pesquisa da Federal Deposit Insurance Coporation descobriu que aproximadamente um quarto das famílias cuja renda anual era inferior a US$ 15.000 não tinha conta bancária. Em todo o país, 7,7% das pessoas nos Estados Unidos não têm contas bancárias, com níveis acima de 20% em algumas cidades e condados rurais e acima de 40% em alguns setores censitários.
Como parte de sua iniciativa Smart Nation, Cingapura está caminhando para uma economia sem dinheiro em espécie. 14,4% da população do país tem mais de 65 anos e a maioria dos idosos ainda usa o dinheiro como única forma de pagamento. Não acostumado a métodos de pagamento digitalizados, a solução de problemas como o gerenciamento de cartões ou senhas perdidos e o gerenciamento de suas despesas pode criar problemas potenciais para qualquer pessoa que esteja deixando de usar dinheiro.

### Fraude digital
Quando as transações de pagamento são armazenadas em servidores, aumenta o risco de violações não autorizadas por hackers. Ataques cibernéticos financeiros e crimes digitais também representam riscos maiores quando não há dinheiro em espécie. Muitas empresas já sofrem violações de dados, inclusive de sistemas de pagamento. As contas eletrônicas são vulneráveis a acesso não autorizado e transferência de fundos para outra conta ou compras não autorizadas.
Ataques ou interrupções acidentais da infraestrutura de telecomunicações também impedem o funcionamento dos pagamentos eletrônicos, ao contrário das transações em dinheiro que podem continuar com infraestrutura mínima.

### Controle centralizado
Os oponentes apontam que um sistema totalmente sem dinheiro, além de rastrear todas as transações, permitiria a um governo central:
- Aplicar um imposto de transações financeiras sobre cada pagamento pessoa a pessoa.[37]
- Eliminar o armazenamento de dinheiro como um meio de escapar das taxas de juros nominais negativas, que são usadas para combater a deflação ao desencorajar a poupança (mais eficaz se combinada com proibições de permuta, moedas privadas como bitcoin e armazenamento de metais preciosos como ouro). Certos tipos de dinheiro podem ser configurados para "expirar" e não ter valor se não forem gastos de maneiras específicas ou em horários específicos.[38][15] Isso também é possível com dinheiro, se o governo permitir uma inflação alta ou permitir que sua moeda sofra uma desvalorização.
- Os regimes totalitários poderiam realizar uma vigilância em massa mais eficaz e evitar rapidamente que certos indivíduos comprem qualquer coisa ou ganhem algum dinheiro.[39]
- Restringir o tipo de bens de consumo que podem ser comprados com uma certa quantia de dinheiro (e os pais podem fazer o mesmo com o dinheiro da mesada).[40]

### Gastos excessivos
Os consumidores estão menos cientes da quantidade de dinheiro que estão gastando no dia-a-dia ao passar o cartão para concluir uma transação do que se colocassem dinheiro em uma carteira e pagassem em dinheiro.

### Críticas na Suécia
A Suécia é considerada um dos principais exemplos dos resultados dos esforços para criar uma sociedade sem dinheiro. A Suécia é excepcional na medida em que o montante de dinheiro em circulação diminuiu substancialmente. A sociedade sueca mudou profundamente de 2000 a 2017 devido às tentativas de substituir todo o dinheiro por métodos de pagamento digital. O conceito de agências bancárias sem dinheiro começou na Suécia entre 2000-05, com um ramo sem dinheiro sendo um passo em direção ao fechamento dessa agência. Por volta de 2008, os bancos suecos começaram a fornecer hardware especial para seus clientes que poderiam ser usados para processar transações financeiras (como pagamentos digitais de faturas) de casa. As pessoas ainda tinham a opção de usar dinheiro, no entanto, e aqueles que assim desejassem ainda podiam fazer negócios em dinheiro nas agências bancárias que restavam.
Esta tendência começou por volta de 2008 e atingiu o pico em conexão com a troca de todas as moedas e notas suecas em 2015-17 (exceto para a moeda de 10 coroas). De acordo com as sedes dos bancos, já não era necessário dinheiro em espécie, uma vez que eram possíveis levantamentos e depósitos (em montantes limitados) através de máquinas. Mas para "regulamentos de segurança", o valor máximo que um cliente de banco poderia sacar era cerca de 5.000 a 10.000 SEK por semana, e "regras de segurança" semelhantes para depósitos também foram estabelecidas. Mais tarde, todos os principais bancos regulares com agências físicas iniciaram um processo forçado de fechamento de agências ou de torná-las "livres de dinheiro". Hoje, restaram muito poucas agências bancárias para manuseio de dinheiro em espécie no país.
A disponibilidade limitada de dinheiro na Suécia tem causado dificuldades para boutiques menores, lojas e lojas de conveniência, que dependem de dinheiro, pois não podem mais depositar seus ganhos diários ou obter qualquer troco. Organizações sem fins lucrativos, muito comuns na Suécia, também sofreram um impacto desproporcional. Em resposta, os bancos suecos introduziram um sistema de pagamento por telefone móvel conhecido como Swish. Mas este sistema sofreu muitos problemas.
Os bancos (e inicialmente a mídia também) rejeitaram as reclamações sobre a mudança como "um problema apenas para os idosos", essencialmente alegando que alguns estavam apenas lutando para aprender uma nova tecnologia, ao invés de estarem insatisfeitos com um método de transação totalmente novo. Os oponentes da mudança, no entanto, afirmam que o entusiasmo tecnológico mudou muito rápido, dizendo que muitos perigos se escondem nos juncos. Foram expressas preocupações sobre um número crescente de transações fraudulentas, e o rápido desenvolvimento dos Computadores Quânticos contribui para o medo da realização de ataques hackers ao sistema. O debate sobre uma Suécia sem dinheiro em espécie tornou-se mais complicado quando a Autoridade para Proteção e Preparação Comunitária (Myndigheten för Samhällsskydd och Beredskap, MSB) em sua cartilha "Se houver guerra ou crise" (Om Kriget Eller Krisen Kommer) continha uma lista de itens para armazenar permanentemente em casa para ser preparada, que inclui "dinheiro em espécie em pequenos valores". Uma onda de críticas negativas seguiu na Suécia de especialistas fora da esfera bancária expressando suas preocupações. O ex-chefe da polícia, Björn Eriksson, iniciou um movimento na primavera de 2016 conhecido como Kontantupproret ou "A Petição do Dinheiro". Este movimento cresceu rapidamente para um tamanho considerável, com muitos contribuintes descrevendo problemas causados pela atitude cada vez mais hostil expressa pelos bancos contra o dinheiro. A gama de reclamações abrange uma ampla variedade de questões. Por exemplo, o jornalista e apresentador de televisão sueco Robert Aschberg, ficou furioso depois de pagar por telefone celular a uma farmácia com o sistema Swish, porque quase imediatamente recebeu um anúncio da mesma farmácia, levantando questões de privacidade. Svante Linusson, professor de matemática, afirma que "a liquidação do dinheiro está destruindo lentamente nossa democracia". Um clube de bilhar em Malmö quase foi forçado a fechar depois que seu banco de 20 anos se recusou a reconhecê-los como clientes, depois que o clube de bilhar recusou qualquer outro pagamento, exceto dinheiro. Um mercado tradicional de verão no norte de Lycksele foi à falência após um erro do computador. Como as pessoas eram obrigadas a pagar com telefones (Swish) e cartões, não havia dinheiro suficiente disponível para fazer negócios em seu mercado.